# Gaston Paris (photographe)
Pour les articles homonymes, voir Gaston Paris, Gaston Paris (architecte) et Paris (homonymie).
Gaston Paris, né le 10 mars 1903 à Paris où il est mort le 26 mai 1965, est un photographe et reporter français. Il est le photographe des années folles et du surréalisme.

## Biographie
Gaston Paris naît en 1903. Il vit dans une famille d’accueil à Alençon. Il effectue son service militaire en Allemagne dans la Ruhr,.

### Carrière professionnelle
À partir de 1929, il publie des articles sur le cinéma dans Cinémagazine, puis dans Art et médecine (à partir de 1931) et des reportages pour la revue théâtrale La Rampe (1932-1933).
Ses articles et photos dans Paris magazine, un magazine « de charme », le conduisent à être engagé par Lucien Vogel le 1er juillet 1933 comme seul photographe salarié du magazine illustré VU pour laquelle il réalise plus de 1 300 photos, qui sont publiées aux côtés des images de  Laure Albin-Guillot, Man Ray, Robert Capa, Martin Munkacsi et Germaine Krull.
Son travail est plus largement reconnu en 1936 avec sa participation à l’Exposition internationale de la photographie contemporaine à Paris.
Il rejoint en 1937 Le Rectangle, un groupe de treize photographes fondé par Emmanuel Sougez, avec Pierre Jahan, Pierre Adam, Marcel Arthaud, Serge Boiron, Louis Caillaud, Yvonne Chevallier, André Garban, Henri Lacheroy, Jean Roubier, Philippe Pottier et René Servant, et cesse de travailler pour VU en 1938. Il débute en 1938 une collaboration avec le magazine Match, qui dure jusqu’en 1940.
En 1940, il travaille comme pigiste pour le magazine La Semaine, contrôlé par les autorités de Vichy. Ses photographies prises au cours de la libération de Paris ont été publiées dans le livre de Jacques de Lacretelle Libération de Paris en 1945,. Il a visite l’Allemagne de 1945 à 1946 avec les troupes d’occupation françaises pour enquêter sur la destruction de ce pays.
Ses images sont publiées par intermittence dans Nuit et Jour (1946-1947) et en 1948 il réalise un reportage à la prison de Fresnes pour illustrer Levée d'écrou, de Georges Lupo.
Dans les années cinquante, Gaston Paris travaille pour le magazine Détective pour lequel « il reconstitue des drames peuplés de gangsters et de personnages mystérieux », et réalise diverses commandes pour des photos de films, des portraits de célébrités et des romans-photos. « Ses vues en contre-plongée, ses noirs et blancs contrastés témoignent d’un regard acéré et moderniste ».
Parmi ses modèles figurent les artistes Moïse Kisling, André Dignimont, Yves Brayer et le graveur Albert Decaris ; les acteurs Max Dearly, Josette Day, Colette Darfeuil, Brigitte Bardot, Harry Baur, Blanchette Brunoy, Geneviève Cluny, France Delahalle, Ginette Leclerc, Christine Carère, Véra Norman, Anne Doat, Jean Chevrier, Pierrette Bruno et Michel Simon ; les chanteurs Édith Piaf, André Claveau, Henri Salvador et Reda Caire ; les artistes de variété Charpini et Brancato ; les réalisateurs Henri-Georges Clouzot, Christian-Jaque et Christian Matras, des élèves de la classe d'Alberte Aveline à l'école de danse de l'Opéra de Paris ; les écrivains Pierre Mac Orlan, Georges Simenon, Jean Cocteau et Jean Marais dans Les Parents terribles ; ainsi que des personnalités politiques et militaires.
Gaston Paris sombre dans l’alcoolisme et meurt en 1965 à l’âge de 62 ans.
Ses archives, composées de quelque 15 000 photographies parviennent à l’agence Roger-Viollet par une acquisition en 1964, puis par un don privé en 1983. L’agence réalise un travail de numérisation de ce fonds entre 2013 et 2016 pour permettre son étude et sa diffusion. En 2022, une exposition lui est consacrée à Paris au sein de la Galerie Roger-Viollet et conjointement au Centre Pompidou,.

## Expositions
- « Gaston Paris, La photographie en spectacle », Centre Pompidou, Paris, jusqu’au 18 avril 2022[14]
- « Gaston Paris, l’œil fantastique », Galerie Roger-Viollet, du 20 janvier au 23 avril 2022[9]

## Collections publiques
- Centre Pompidou, Paris[14]

## Publication
- Michel Frizot, Gaston Paris - La photographie en spectacle, Paris, Éditions Xavier Barral, 2022, 249 p. (ISBN 2365112889)